# 더 리턴드
《더 리턴드》(프랑스어: Les Revenants, 영어: The Returned)는 2012년 11월 26일부터 2015년 10월 19일까지 카날+에서 방영된 프랑스의 초자연 드라마 텔레비전 시리즈이다.

## 개요
주민들이 모두 서로 잘 알고 지내는 작은 프랑스 마을에 각기 다른 시기에 죽었던 주민들이 갑자기 멀쩡한 모습으로 나타난다. 이들은 자신들이 어떻게 되살아났는지, 왜 돌아오게 되었는지 알지 못하며, 이들의 출몰과 함께 이유 없이 저수지 수위가 낮아지는 등 이상 현상이 시작된다. 이들이 마을에 섞여 살면서 주민들은 묻어 두었던 고통스러운 과거를 다시 직면하게 된다.

## 출연진
- 기욤 구익스
- 아나 지라르도